# Gölsdorf (Steinhöfel)
Gölsdorf ist ein Ortsteil der Gemeinde Steinhöfel im Landkreis Oder-Spree im Land Brandenburg.

## Geographische Lage
Der Ortsteil liegt nördlich des Gemeindezentrums und grenzt im Norden an die Gemarkung von Müncheberg. Nördlich befindet sich dessen Ortsteil Eggersdorf mit dem Flugplatz Eggersdorf. Es folgen im Uhrzeigersinn die Steinhöfeler Ortsteile Tempelberg, Buchholz, Beerfelde, sowie Schönfelde. Der südliche Teil der Gemarkung wird landwirtschaftlich genutzt; der nördlich ist bewaldet. Dort befindet sich der Gölsdorfer Forst.

## Geschichte
Gölsdorf wurde 1244 erstmals urkundlich erwähnt. Es fiel vermutlich 1432 während der Hussitenkriege wüst und wurde anschließend wieder von Tempelberg aus als Vorwerk besiedelt. Aus dem Jahr 1801 sind fünf Feuerstellen überliefert. 1804 erwarb der preußische Staatsmann Karl August von Hardenberg das Rittergut Tempelberg sowie das dazugehörige Gölsdorf. Er setzte sich für die Entwicklung des Ortes ein, das bis 1900 auf 11 Häuser anwuchs. Aus dem Jahr 1925 sind 70 Einwohner überliefert. 1928 wurde Gölsdorf mit Tempelberg zusammengelegt und war ab 1929 dessen Ortsteil. Zum Ende des Zweiten Weltkrieges war der Ort nahezu erneut wüst. Aus dieser Zeit ist die Geschichte überliefert, dass ein sowjetischer Kommandant gemeinsam mit dem Bezirksbürgermeister aus Müncheberg im Ort lediglich einen einzigen Menschen antrafen. Diese Person, Anton Pospieszynski, ernannten sie zum Ortsbürgermeister und erhoben Görlsdorf damit wieder in die Eigenständigkeit. 1966 weihten die Einwohner ein neues Kulturhaus ein. Erst 1974 wurde der Ort nach Schönfelde eingemeindet, um mit Wirkung zum 31. Dezember 2003 zur Gemeinde Steinhöfel zu zählen. Das Kulturhaus wurde in den Jahren 1999 und 2000 umfassend saniert. Die Einwohner planen für Ende Mai 2019 ein Fest anlässlich des 775-jährigen Bestehens.

## Sehenswürdigkeiten und Kultur

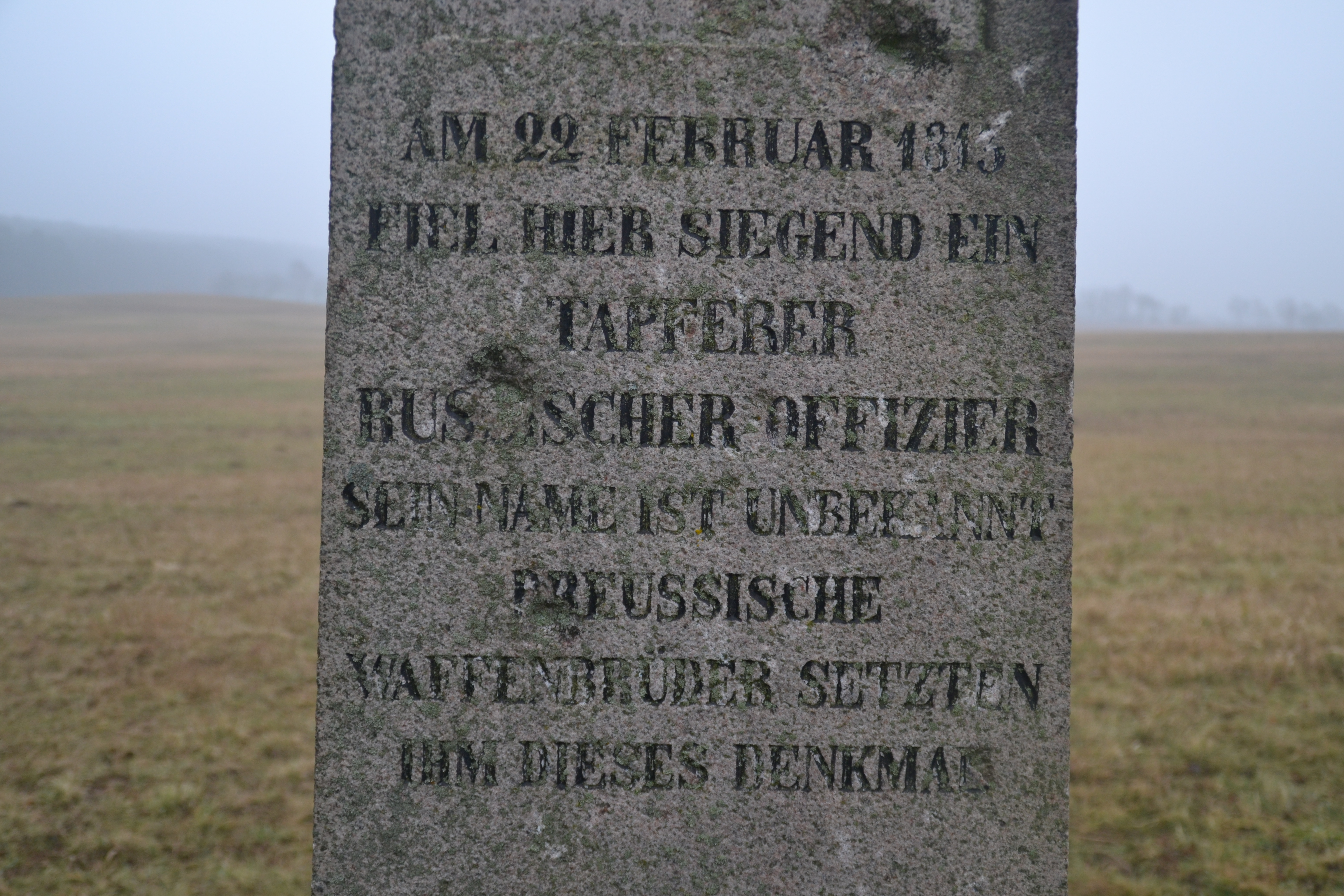
Gedenkstein am Weg nach Eggersdorf

- Am Weg nach Eggersdorf steht ein Gedenkstein, das an einen russischen Offizier erinnert, der am 22. Februar 1813 während der Befreiungskriege starb.
- Das Kulturhaus wird regelmäßig für Veranstaltungen genutzt. Im Ort finden zahlreiche Feierlichkeiten statt, darunter ein Kinderstraßenfest, ein traditionelles Eierrollen auf dem Gölsdorfer Eierberg, Apfel- und Erntefeste sowie ein Adventssingen.
- Die dörfliche Kultur im Ort wird von der Interessengemeinschaft Gölsdorf gefördert. Weiterhin ist ein Bauernverband, ein Görlsdorfer Chor, ein Faschingsverein sowie ein Landfrauenverein aktiv.

## Wirtschaft und Infrastruktur

### Wirtschaft
Im Ort sind neben landwirtschaftlichen Betrieben mehrere Kleingewerbetreibende aktiv.

### Verkehr
Über den Buchholzer Weg besteht eine Verbindung nach Süden in das Gemeindezentrum; nach Westen verbindet die Kastanienallee den Ort über Schönfelde mit der Bundesstraße 168. Der Alte Postweg führt als Fahrweg nach Eggersdorf. Die Buslinie 432 des Busverkehrs Oder-Spree stellt eine Verbindung zu Müncheberg und Fürstenwalde/Spree her. In Eggersdorf ist ein Verkehrslandeplatz.